# Петровчић
Петровчић је насеље у градској општини Сурчин у граду Београду. Према попису из 2022. било је 1437 становника.

## Историја
Материјални докази сведоче о раној насељености ових простора, још у доба неолита. Предмети од камена и животињске кости сведоче да се поред обраде земље, човек бавио и сточарством, а предмети од бронзе упућују на ране почетке употребе метала. На овом простору живели су Илири, Келти и Римљани.
После сеобе Срба под Арсенијем IV Јовановићем део српске миграције населио се у четири села и на 11 пустара. Указом Марије Терезије, Петровчић је додељен Вуку Исаковичу за насељавање породица његових војника. Први пут под данашњим именом помиње се 1756. године као граничарско место.
У месту је још тада постојала трошна православна црква, а нови православни храм подигнут је 1845. године и посвећен је Рождеству Св. Јована. Сеоска слава је Ивандан.
Подаци о постојању школе датирају из периода између два рата. Школска зграда је имала две учионице и око 60 ђака. Одлуком СО Земун 1955. године школа је припојена основној школи „Душан Вукасовић Диоген“ у Бечмену. Данас ученици после завршеног четвртог разреда наставу похађају у школи у Бечмену.
У Петровчићу је 1909. године рођен Душан Вукасовић, предратни учитељ, командант 36. војвођанске дивизије и народни херој, који је погинуо 1945. године на Сремском фронту.

## Демографија
У насељу Петровчић живи 1096 пунолетних становника, а просечна старост становништва износи 36,8 година (36,1 код мушкараца и 37,5 код жена). У насељу има 415 домаћинстава, а просечан број чланова по домаћинству је 3,39.
Ово насеље је углавном насељено Србима (према попису из 2002. године).
|  |

| Демографија | Демографија | Демографија |
| Година      | Становника  | Становника  |
| ----------- | ----------- | ----------- |
| 1948.       | 751         |             |
| 1953.       | 811         |             |
| 1961.       | 846         |             |
| 1971.       | 890         |             |
| 1981.       | 956         |             |
| 1991.       | 1.117       | 1.087       |
| 2002.       | 1.406       | 1.407       |
| 2011.       | 1.394       |             |
| 2022.       | 1.437       |             |

| Етнички састав према попису из 2002.‍ | Етнички састав према попису из 2002.‍ | Етнички састав према попису из 2002.‍ | Етнички састав према попису из 2002.‍ | Етнички састав према попису из 2002.‍ |
| ------------------------------------ | ------------------------------------ | ------------------------------------ | ------------------------------------ | ------------------------------------ |
|                                      |                                      |                                      |                                      |                                      |
| Срби                                 | Срби                                 |                                      | 1.261                                | 89,68%                               |
| Роми                                 | Роми                                 |                                      | 73                                   | 5,19%                                |
| Црногорци                            | Црногорци                            |                                      | 17                                   | 1,20%                                |
| Горанци                              | Горанци                              |                                      | 17                                   | 1,20%                                |
| Албанци                              | Албанци                              |                                      | 3                                    | 0,21%                                |
| Југословени                          | Југословени                          |                                      | 3                                    | 0,21%                                |
| Хрвати                               | Хрвати                               |                                      | 2                                    | 0,14%                                |
| Словаци                              | Словаци                              |                                      | 2                                    | 0,14%                                |
| Немци                                | Немци                                |                                      | 1                                    | 0,07%                                |
| Муслимани                            | Муслимани                            |                                      | 1                                    | 0,07%                                |
| Македонци                            | Македонци                            |                                      | 1                                    | 0,07%                                |
| Бошњаци                              | Бошњаци                              |                                      | 1                                    | 0,07%                                |
| непознато                            | непознато                            |                                      | 5                                    | 0,35%                                |

| Година пописа     | 1948. | 1953. | 1961. | 1971. | 1981. | 1991. | 2002. |
| ----------------- | ----- | ----- | ----- | ----- | ----- | ----- | ----- |
| Број домаћинстава | 181   | 207   | 224   | 256   | 275   | 316   | 415   |

| Број чланова      | 1  | 2  | 3  | 4   | 5  | 6  | 7 | 8 | 9 | 10 и више | Просек |
| ----------------- | -- | -- | -- | --- | -- | -- | - | - | - | --------- | ------ |
| Број домаћинстава | 55 | 80 | 80 | 111 | 50 | 26 | 7 | 3 | 2 | 1         | 3,39   |

| Пол    | Укупно | Неожењен/Неудата | Ожењен/Удата | Удовац/Удовица | Разведен/Разведена | Непознато |
| ------ | ------ | ---------------- | ------------ | -------------- | ------------------ | --------- |
| Мушки  | 583    | 176              | 363          | 27             | 17                 | 0         |
| Женски | 575    | 118              | 352          | 81             | 20                 | 4         |
| УКУПНО | 1.158  | 294              | 715          | 108            | 37                 | 4         |

| Пол    | Укупно                    | Пољопривреда, лов и шумарство | Рибарство                            | Вађење руде и камена | Прерађивачка индустрија       |
| ------ | ------------------------- | ----------------------------- | ------------------------------------ | -------------------- | ----------------------------- |
| Мушки  | 290                       | 95                            | 3                                    | 0                    | 72                            |
| Женски | 212                       | 67                            | 0                                    | 0                    | 45                            |
| УКУПНО | 502                       | 162                           | 3                                    | 0                    | 117                           |
| Пол    | Производња и снабдевање   | Грађевинарство                | Трговина                             | Хотели и ресторани   | Саобраћај, складиштење и везе |
| Мушки  | 4                         | 19                            | 31                                   | 2                    | 31                            |
| Женски | 2                         | 1                             | 29                                   | 6                    | 4                             |
| УКУПНО | 6                         | 20                            | 60                                   | 8                    | 35                            |
| Пол    | Финансијско посредовање   | Некретнине                    | Државна управа и одбрана             | Образовање           | Здравствени и социјални рад   |
| Мушки  | 0                         | 5                             | 16                                   | 3                    | 6                             |
| Женски | 4                         | 6                             | 10                                   | 9                    | 23                            |
| УКУПНО | 4                         | 11                            | 26                                   | 12                   | 29                            |
| Пол    | Остале услужне активности | Приватна домаћинства          | Екстериторијалне организације и тела | Непознато            | Непознато                     |
| Мушки  | 2                         | 0                             | 0                                    | 1                    | 1                             |
| Женски | 5                         | 0                             | 0                                    | 1                    | 1                             |
| УКУПНО | 7                         | 0                             | 0                                    | 2                    | 2                             |

## Галерија
- Улица
- Улица
- Црква Св. Јована
- Црква Св. Јована
- Основна школа „Душан Вукасовић Диоген“
- Месна заједница у Петровчићу